# Дарджилінг (округ)

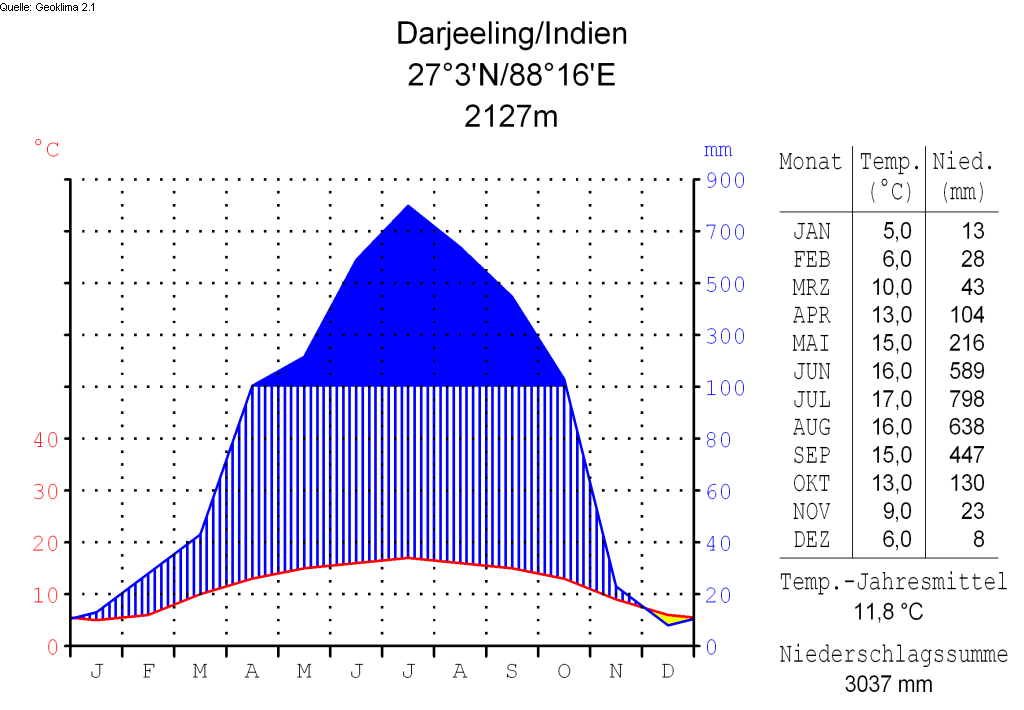
Кліматограма Дарджилінга

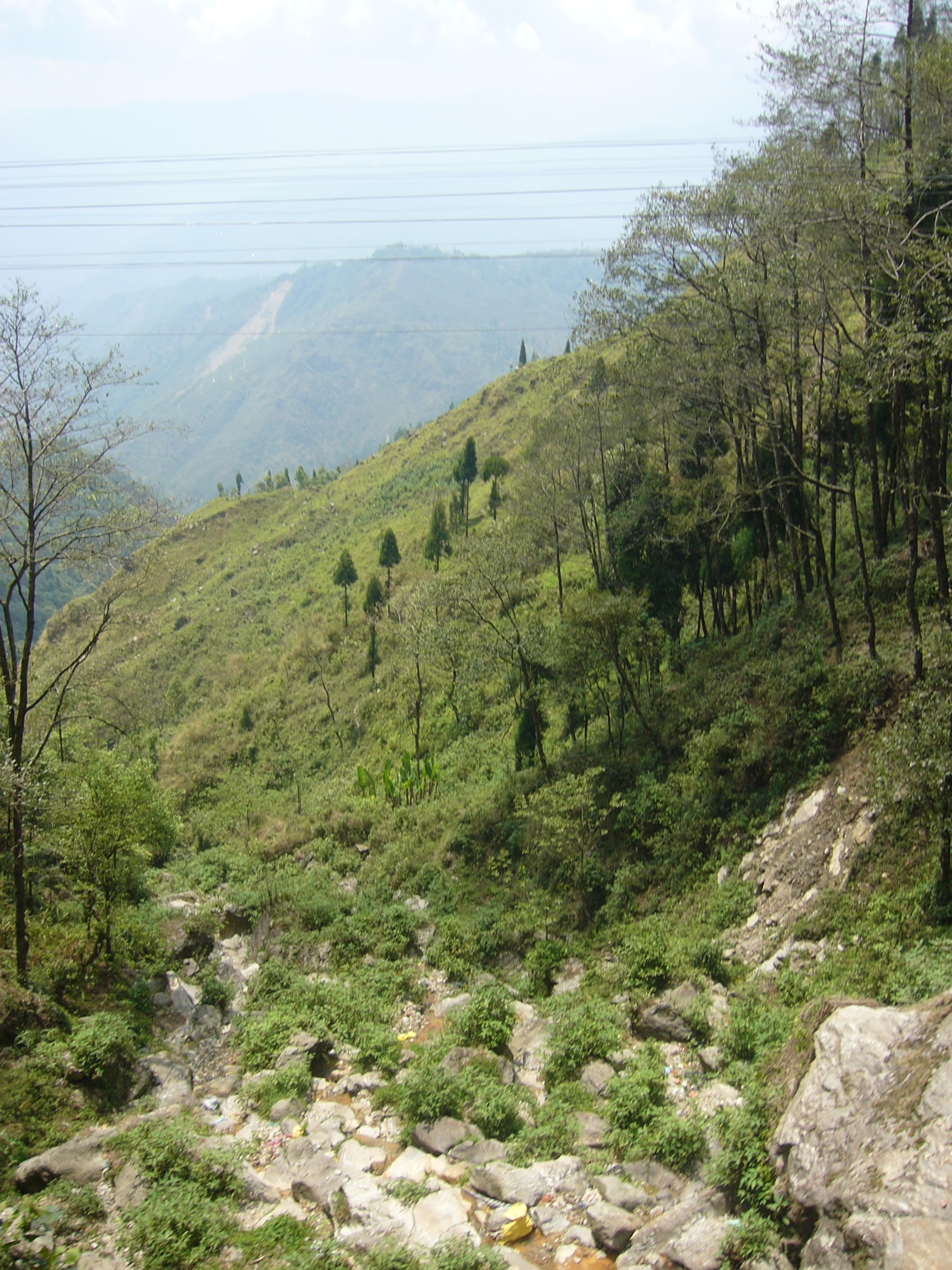
Ландшафт в Дарджилінгу

Округ Дарджилінг (бенг. দার্জিলিং জেলা, гінді দার্জিলিং জেলা, англ. Darjeeling district) — найпівнічніший округ індійського штату Західний Бенгал із центром у місті Дарджилінг. Іншими важливими містами округу є Калімпонґ, Курсеонґ, Сіліґурі і Мірік. Географічно округ поділений на гірський район передгір'їв Гімалаїв та рівнинний район смуги Тераї.
Округ всесвітньо відомий своїми чайними плантаціями, які вирощують чаї найвищої якості. Ці чаї на світовому ринку продаються під ім'ям «дарджилінг», яке визнається назвою за походженням, а отже — торговою маркою.